# Третий Пролетариат

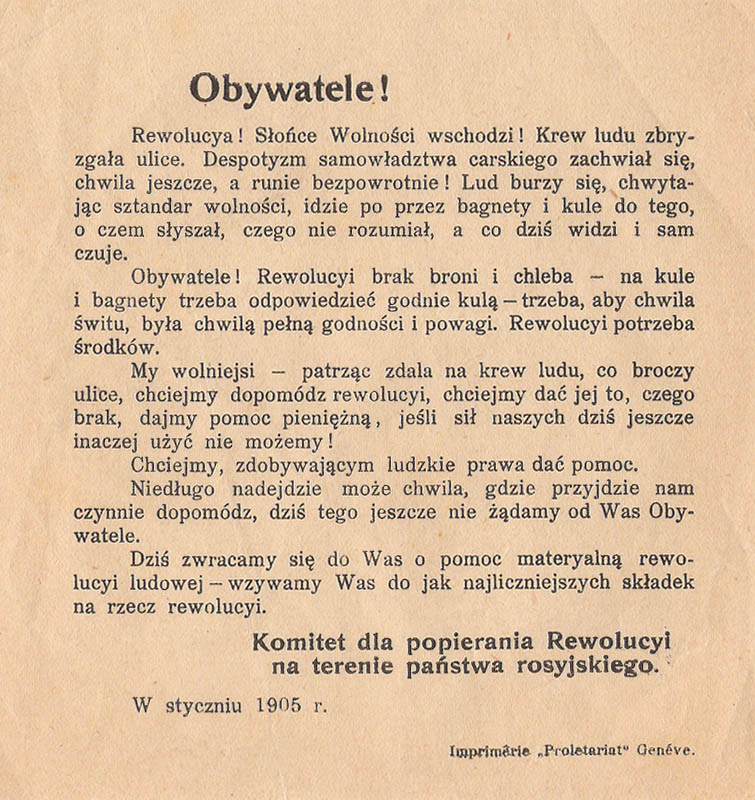
Листовка III Пролетариата

Третий Пролетариат или Польская социалистическая партия «Пролетариат» (ППС—Пролетариат) (пол. Polska Partia Socjalistyczna «Proletariat») — польская политическая партия, созданная во Львове в 1900 г.
Образована во время раскола в Польской социалистической партии её львовской фракцией под руководством Людвика Кульчицкого, Болеслава Дробнера и других. Выступала за террор, как форму борьбы с царским самодержавием. Третий Пролетариат был активен во время революции 1905—1907 годов в Польше, но в результате репрессий царского правительства прекратил свою деятельность в 1909 г.